# Ruswarp
Ruswarp är en ort i civil parish Whitby, i kommunen North Yorkshire, i grevskapet North Yorkshire, i England. Ruswarp var en civil parish från 1866 till 1925 då den blev en del av Whitby. Civil parish hade 6 195 invånare år 1921.